# Acelerador relativista de iones pesados
El Acelerador Relativista de Iones Pesados  o RHIC por sus siglas en inglés (Relativistic Heavy Ion Collider BTS) es un colisionador de iones pesados, localizado y operado por el Brookhaven National Laboratory (BNL) en Upton, Nueva York. Al usar el RHIC para colisionar iones viajando a velocidades relativistas, los físicos estudian la forma primordial de materia que existió en el Universo poco tiempo después del Big Bang, y también la estructura de los protones. 
Actualmente, el RHIC es el segundo colisionador de iones pesados más potente del mundo, después de que el Gran colisionador de hadrones (LHC) comenzó su operación en 2010 chocando iones pesados de plomo a mayor energía. Es también importante considerar su capacidad de colisionar protones con polarización de spin.

### En inglés
- Relativistic Heavy Ion Collider
- Brookhaven National Laboratory Collider-Accelerator Department
- RHIC Run Overview
- Relativistic Heavy Ion Collider at Google Maps
- Various photos of the RHIC tunnel near the PHOBOS experiment
- A Puzzling Signal in RHIC Experiments, Physics News, 15 de marzo de 2005

- Datos: Q1076995
- Multimedia: Relativistic Heavy Ion Collider / Q1076995